# Mravenec pastvinný
Mravenec pastvinný (Formica exsecta) je druh mravence rodu Formica, podrodu Coptoformica. Mravenci pastvinní si stavějí mraveniště na pastvinách, lesních okrajích, pasekách a vřesovištích. Jsou podobni příbuzným mravencům lesním, ale jsou drobnější a na rozdíl od nich budují kupy mravenišť převážně z rozkousaného suchého rostlinného materiálu. Jsou velmi útoční a bolestivě koušou.

## Popis

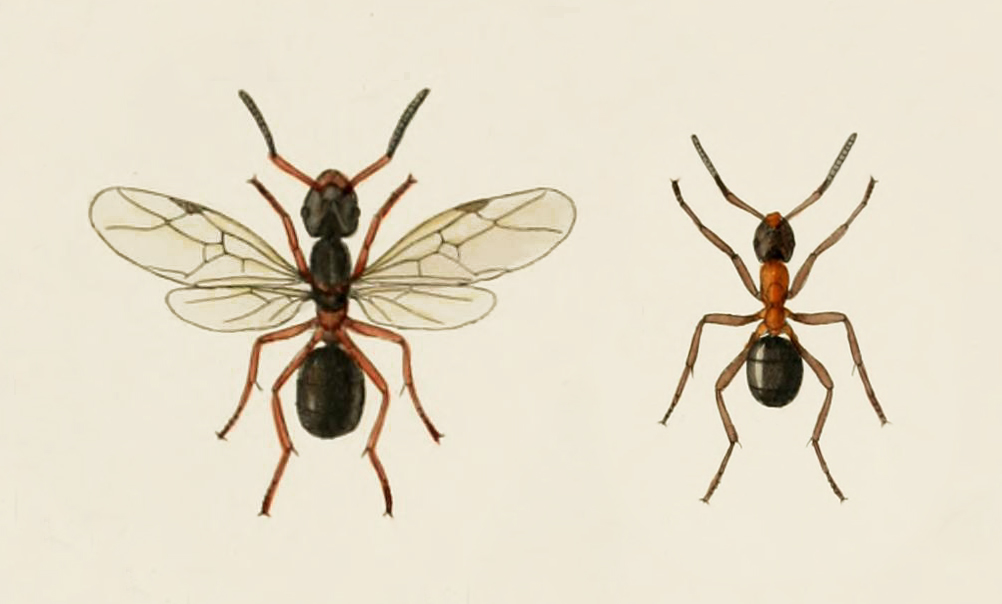
Samička a dělnice mravence pastvinného

Dělnice mravence pastvinného jsou dvoubarevné. Hlava, hruď a stopka jsou červenavé, zadeček je tmavě hnědý, na hlavě a někdy i na hrudi je tmavá skvrna. Hlava je v týlní části silně vykrojená.Tento znak charakterizuje všechny druhy zařazené do podrodu Coptoformica. Šupina na stopce je výrazně vykrojená. Odstávající chloupky jsou na hřbetních destičkách zadečku, na čelním štítku a na svrchní straně hlavy. Čelní štítek není prohlouben. Délka dělnic je 4,5 – 7,5 mm.
Samičky jsou podobné dělnicím, hlavu mívají tmavší s variabilním ochlupením, hruď je tmavohnědá. Délka samiček je 7,5 až 9,5 mm.
Samečci jsou černohnědí, mají výrazně ochlupené oči a jejich délka je .4,0 – 9,0 mm.

## Výskyt
Mravenec pastvinný je eurosibiřský druh. Vyskytuje se v nížinách až horách ve velké části Evropy a dále pak přes Sibiř až do Koreje.
V ČR byl výskyt mravence pastvinného zaznamenán roztroušeně od jižních Čech po severovýchodní Moravu, a to ve výšce od 190 do 740 m n. m. Celkem byl nalezen na 37 lokalitách, aktuálně se vyskytuje pouze na sedmi místech.

## Stanoviště
Mravenci pastvinní obývají velmi různá otevřená nebo mírně zastíněná stanoviště, jako jsou pastviny, mýtiny a okraje lesů, polosuché trávníky, vřesoviště a sušší místa rašelinišť a slatinišť. Nejsou osidlována rychle zarůstající místa, místa s vysokým přísunem dusíku nebo místa v záplavových nivách řek. Stejně jako ostatní druhy podrodu Coptoformica nemohou mravenci pastvinní zvyšovat teplotu v mraveništi metabolickou produkcí tepla nezávisle na teplotě prostředí, jak je známo u některých druhů lesních mravenců. Tím se zvyšuje jejich závislost na přímém oslunění a mraveniště nemohou být proto budována na zcela zastíněných lesních stanovištích.

## Způsob života
Mravenci pastvinní žijí, obdobně jako jiné druhy mravenců, v koloniích, ve kterých jsou tři kasty mravenců.
Dělnice jsou neplodné samičky a tvoří nejpočetnější skupinu. Jejich úkolem je zajištění chodu kolonie. Pečují o potomstvo, shánějí potravu, chrání mraveniště.
Samičky (královny) jsou po vylíhnutí okřídlené. Po spáření ztrácejí křídla a zakládají nové kolonie, příp. rozšiřují mateřskou kolonii. Jejich jedinou, ale zásadní rolí je kladení vajíček. Mohou žít i více než 20 let  .
Samci jsou rovněž okřídlení, ale žijí jen krátce. Po spáření záhy hynou.
Kolonie mohou být buď monogynní (s jednou královnou) nebo polygynní (s více královnami). V monogynních koloniích žije několik tisíc dělnic, v polygynních několik desítek až stovek tisíc dělnic.

### Rojení
V průběhu června až srpna se líhnou okřídlení pohlavní jedinci (samičky a samci) a vydávají se na tzv. svatební let, během kterého dojde k páření. Velká část samiček mravenců pastvinných bývá ale oplodněna přímo na povrchu mraveniště. Oplodněná samička si odlomí nebo odkousne křídla a začne se pokoušet o založení kolonie.

### Zakládání kolonií
Oplodněná samička může být buď přijata do mateřského polygynního mraveniště nebo si musí založit vlastní novou kolonii. K tomu využívá hnízd jiných druhů mravenců z podrodu Serviformica, zejména Formica fusca a Formica lemani, jejichž dělnice, po zabití královny, využije k odchování vlastního potomstva a následně k ovládnutí celého mraveniště. Jedná se o tzv. dočasný sociální parazitizmus.

### Mraveniště
Mravenci pastvinní žijí v mraveništích, která mají dvě části: podzemní část s komůrkami a chodbičkami a nadzemní kupu, ve které jsou rovněž horizontální komůrky. Kupa je vytvořena z rozkousaného suchého rostlinného materiálu (trávy, byliny), někdy i z jehličí, kaménků a částeček zeminy. Kupy nemají vnitřní zpevňující kužel z větších větviček, jaký mají mraveniště lesních mravenců, což do určité míry omezuje jejich výšku.
V podzemních komůrkách v hloubce 1 až 1,5 m žijí královny a tato část mraveniště slouží k odchovu potomstva i jako úkryt v zimním období. V teplém období jsou larvy a kukly přemisťovány do komůrek v nadzemní kupě. Nadzemní kupa slouží též k akumulaci tepla a k udržování vhodné teploty v podzemní části.
U velkých polygynních mravenišť dochází k vytváření oddělků a postupně tak vznikají velké mraveništní komplexy, ve kterých může být i několik set mravenišť.

#### Pomocná mraveniště
Kromě hlavních mravenišť budují mravenci i stálá nebo dočasná pomocná mraveniště. Tato hnízda mají pouze nadzemní kupku. Hlavními funkcemi pomocných hnízd je rozčlenění potravního areálu, udržování řetězců pro přenos potravy a poskytování úkrytů pro vzdálené sběrače. Při kolonizaci nové potravní oblasti začínají pastvinní mravenci stavbou sítě dočasných pomocných hnízd a teprve poté staví hlavní mraveniště. Stabilní pomocná mraveniště jsou nejčastěji budována v blízkosti stálých zdrojů kolonií mšic (např. stromů, keřů a vytrvalých bylin).
Pomocná mraveniště lze snadno postavit, ale i rozebrat, protože se skládají pouze z úlomků rostlin. Pokud již pomocné mraveniště není potřebné, mravenci jeho kupu rozeberou a stavební materiál přenesou a použijí buď pro hlavní mraveniště nebo pro další pomocná mraveniště.

### Potrava
Mravenci pastvinní loví hmyz a jiné drobné živočichy, ale největším zdrojem energie jsou pro ně výměšky mšic (tzv. medovice). Mšice vyhledávají na stromech, keřích i bylinách, kde je i opatrují.

## Ohrožení a ochrana
V řadě evropských zemích se stavy mravenců pastvinných od roku 1950 zřetelně snižují. Nejvýznamnější příčinou je fragmentace a mizení biotopů. To bývá způsobeno především jejich zarůstáním a zalesňováním, ústupem nebo zánikem tradičních způsobů hospodaření, intenzivním užíváním hnojiv a pesticidů a působením imisí atmosférického dusíku.
Někdy dochází i k poškozování mravenišť zvěří hledající v mraveništích kukly mravenců, ale i larvy a kukly brouků hostujících v mraveništích. Mnohem horší následky má ale přímé ničení mravenišť zemědělskou technikou nebo stroji při těžbě a svážení dřeva, zejména při kalamitách.
V České republice patří všichni mravenci rodu Formica podle Zákona 114/1992 Sb. v platném znění ke zvláště chráněným druhům živočichů v kategorii ohrožený druh. V Červeném seznamu bezobratlých ČR byl mravenec pastvinný ještě v roce 2005 veden jako druh zranitelný, ale vzhledem k jeho rychlému úbytku byl v r. 2017 zařazen do kategorie kriticky ohrožený druh.

Ochrana spočívá zejména v zabránění likvidace biotopu jeho územní ochranou, minimálně formou vyhlášení významného krajinného prvku (VKP). Je vhodné zřetelně vymezit hranice mezi strojně obdělávanou zemědělskou plochou a plochou s mraveništi. Plochu s mraveništi je pak třeba jednou ročně šetrně pokosit a bránit tak jejímu zarůstání vysokostébelnými trávami a bylinami, keři nebo i stromy. Je vhodné provádět i odstraňování dorůstajících stínících větví a předcházet tak přesunu mravenišť na více osluněná místa.

Mraveniště mravenců pastvinných u Prosetína – lokalita Prvníky (nahoře) a Chudobův mlýn (dole)
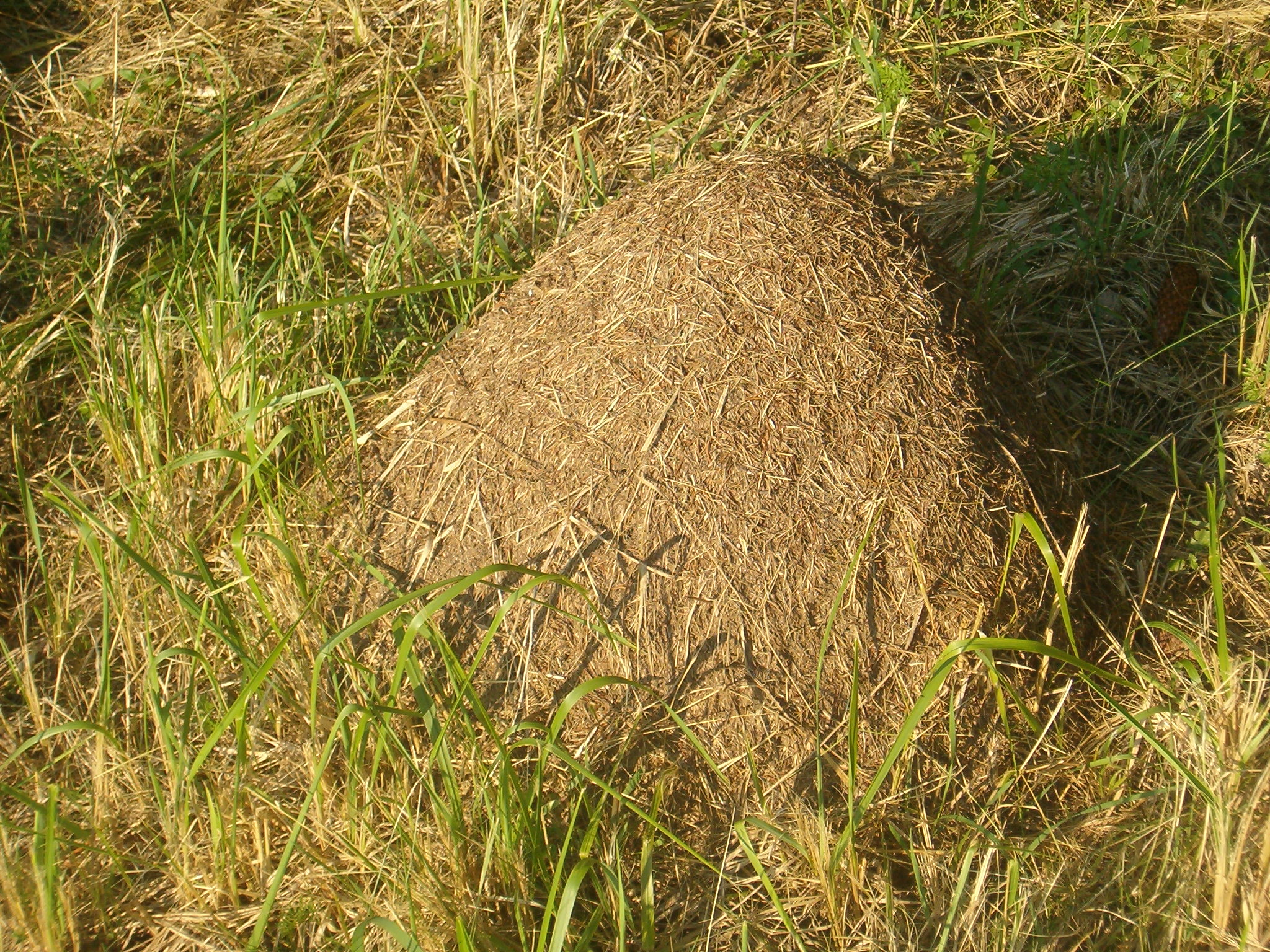
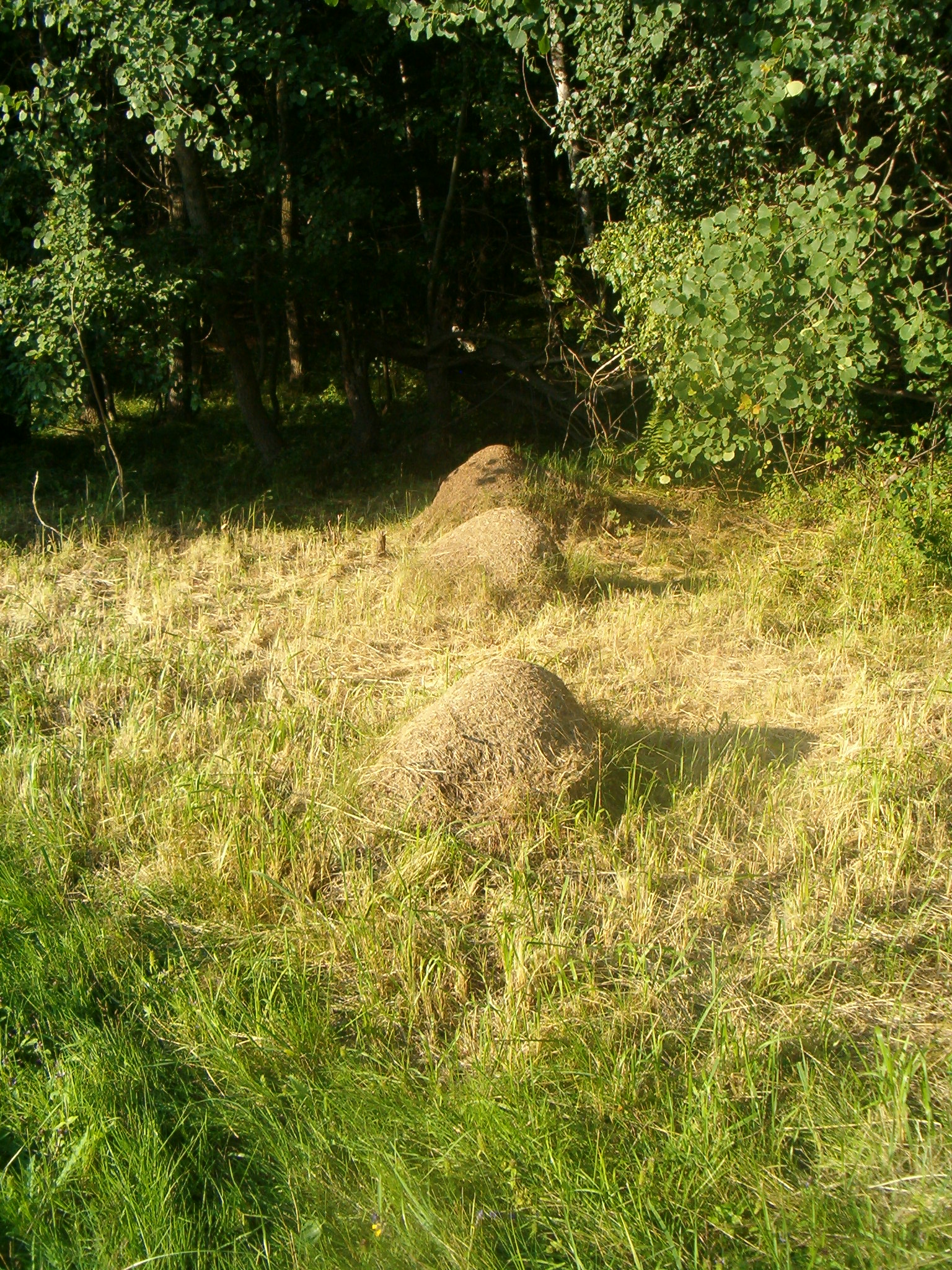
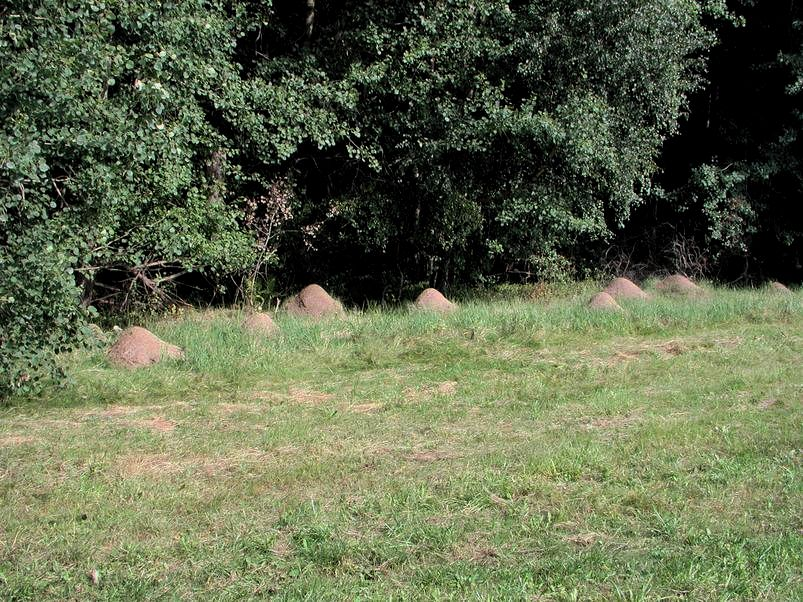
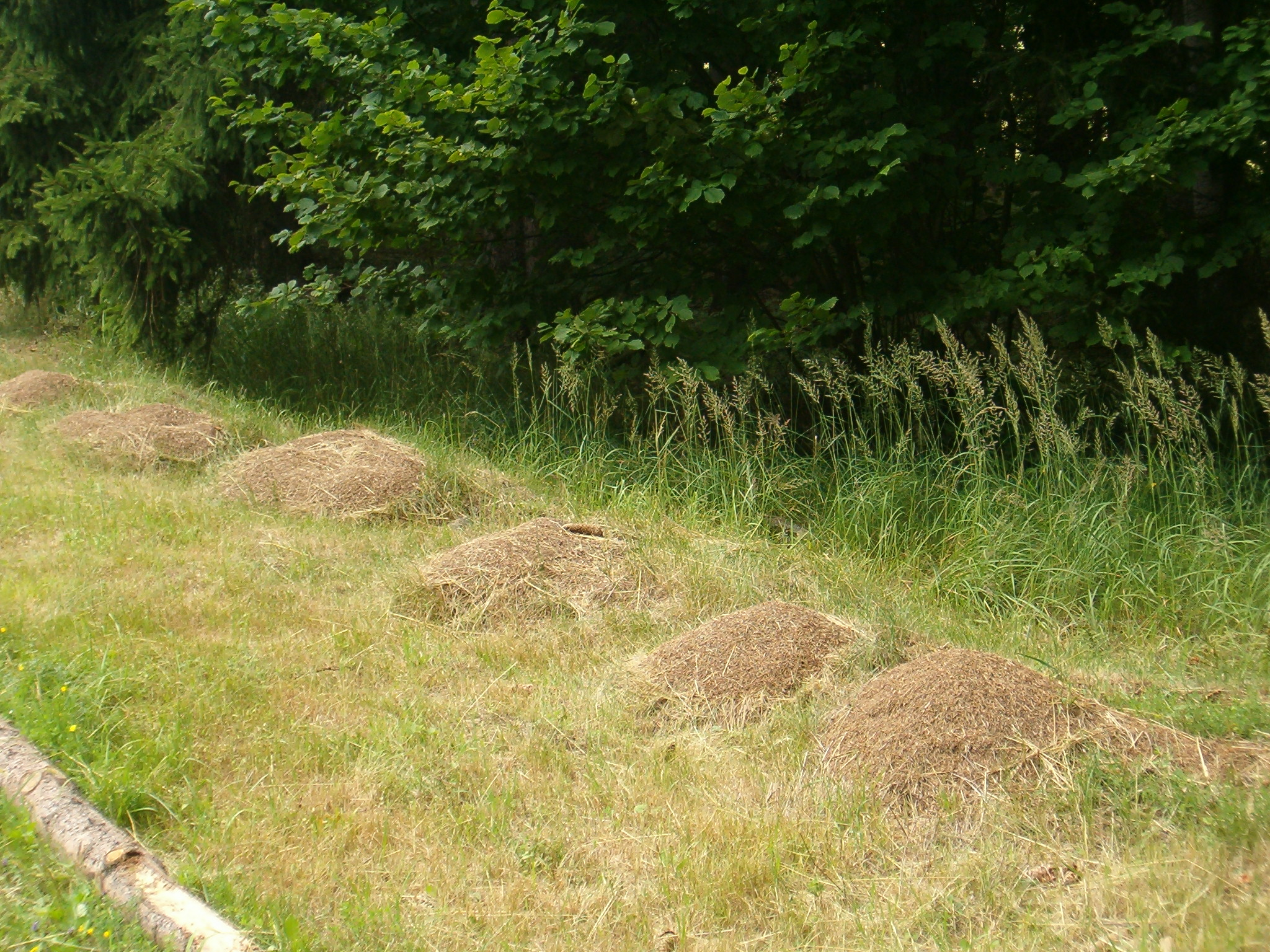
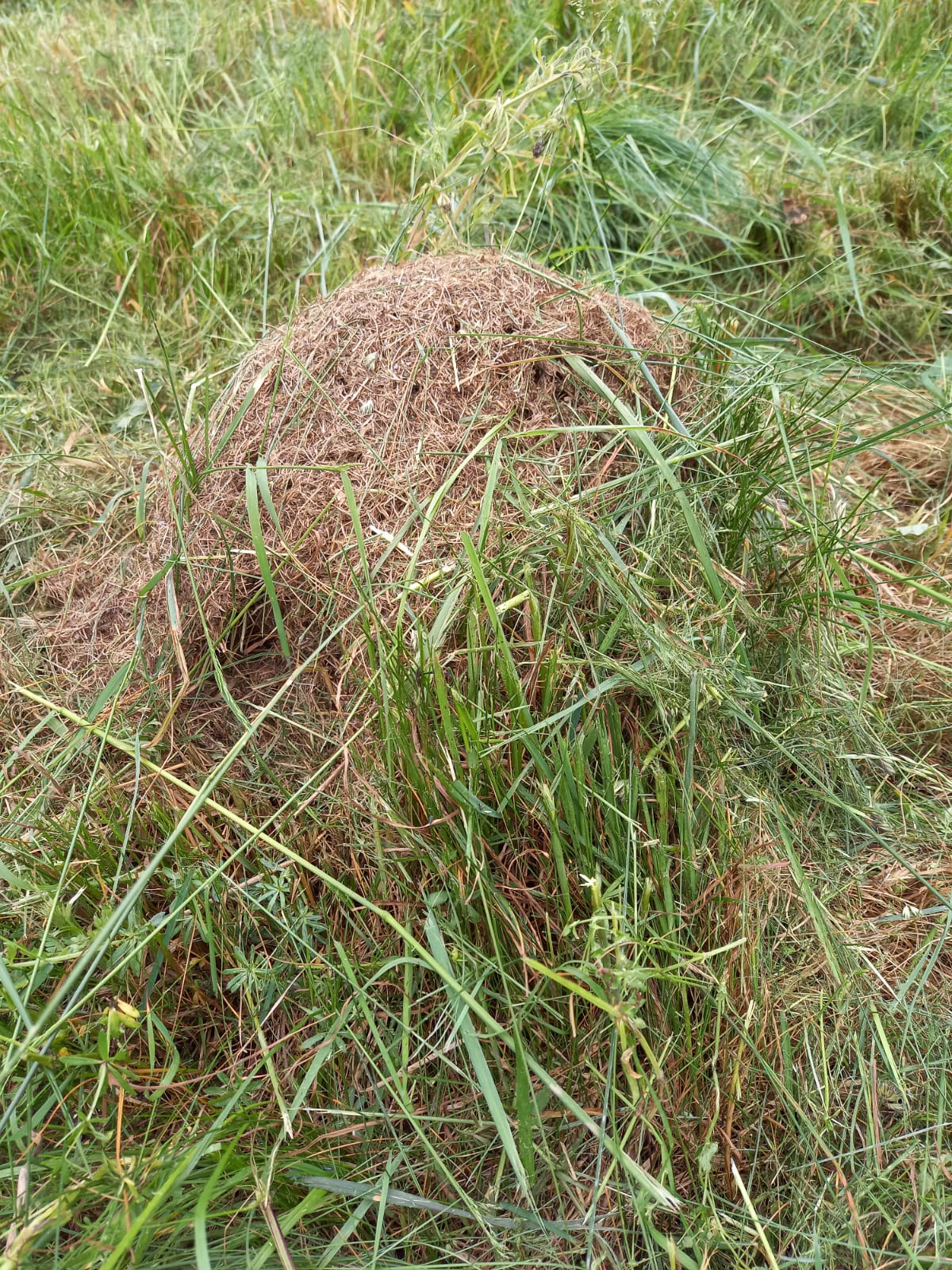
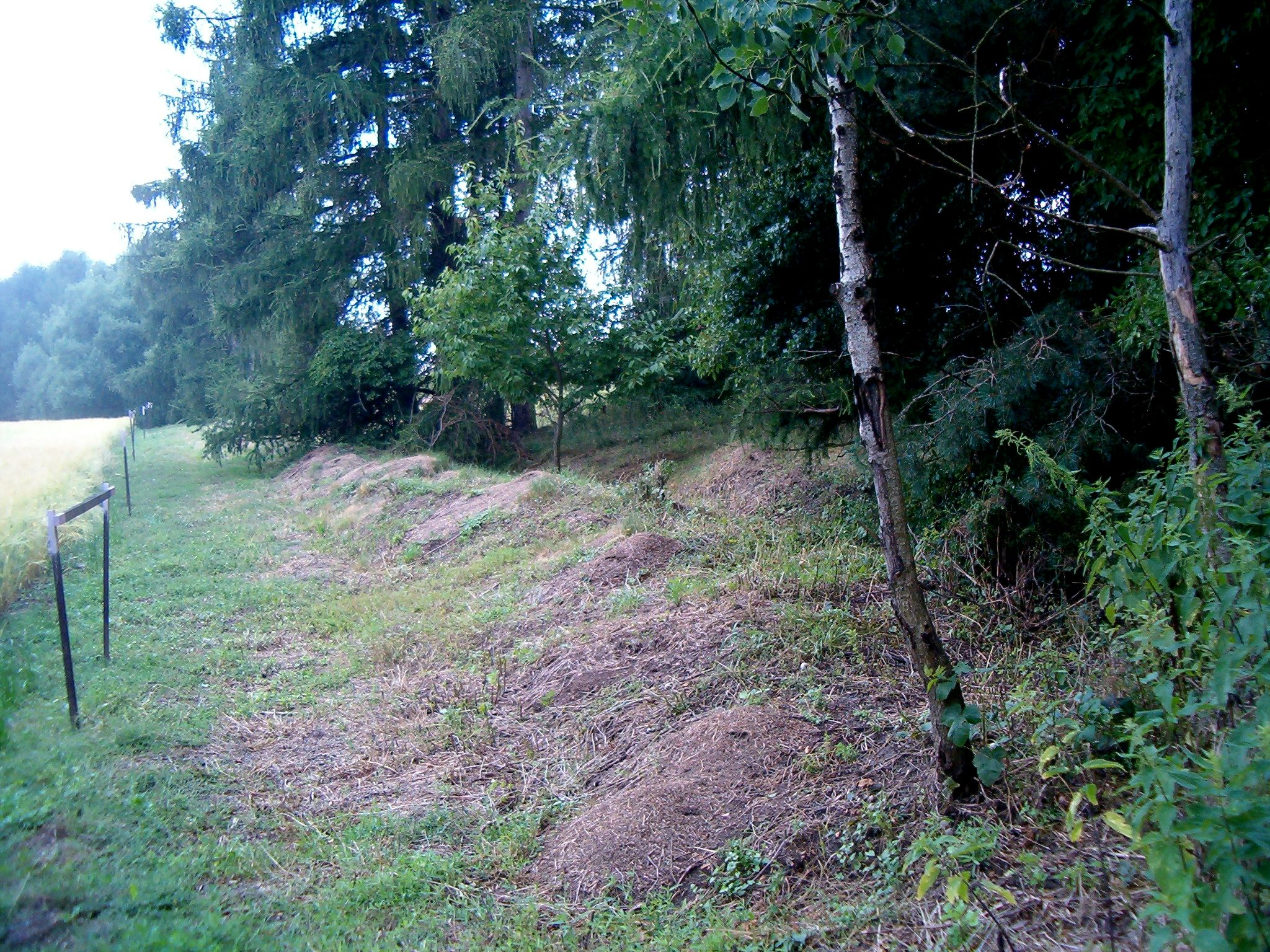
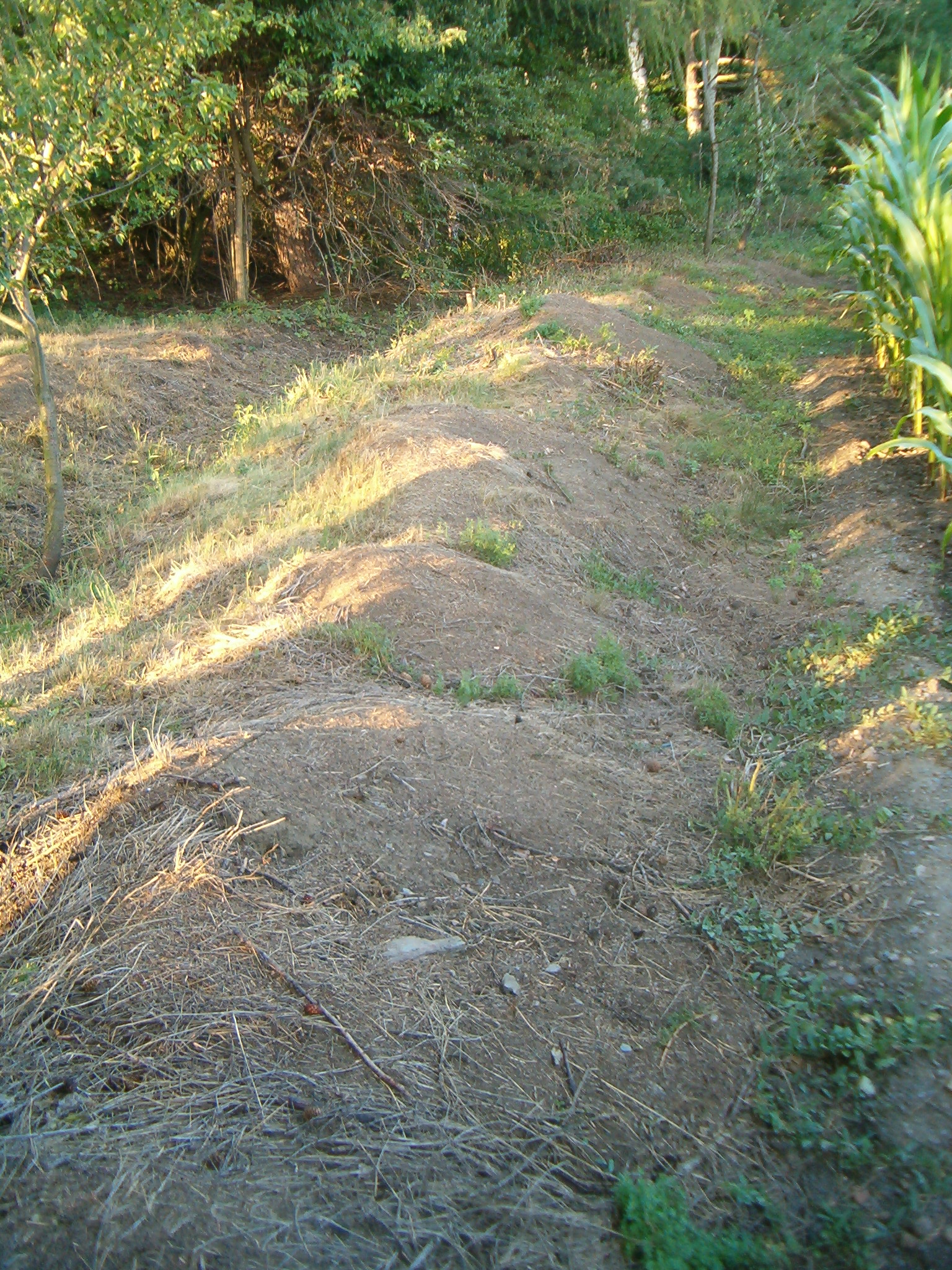